# Rostsielmasz

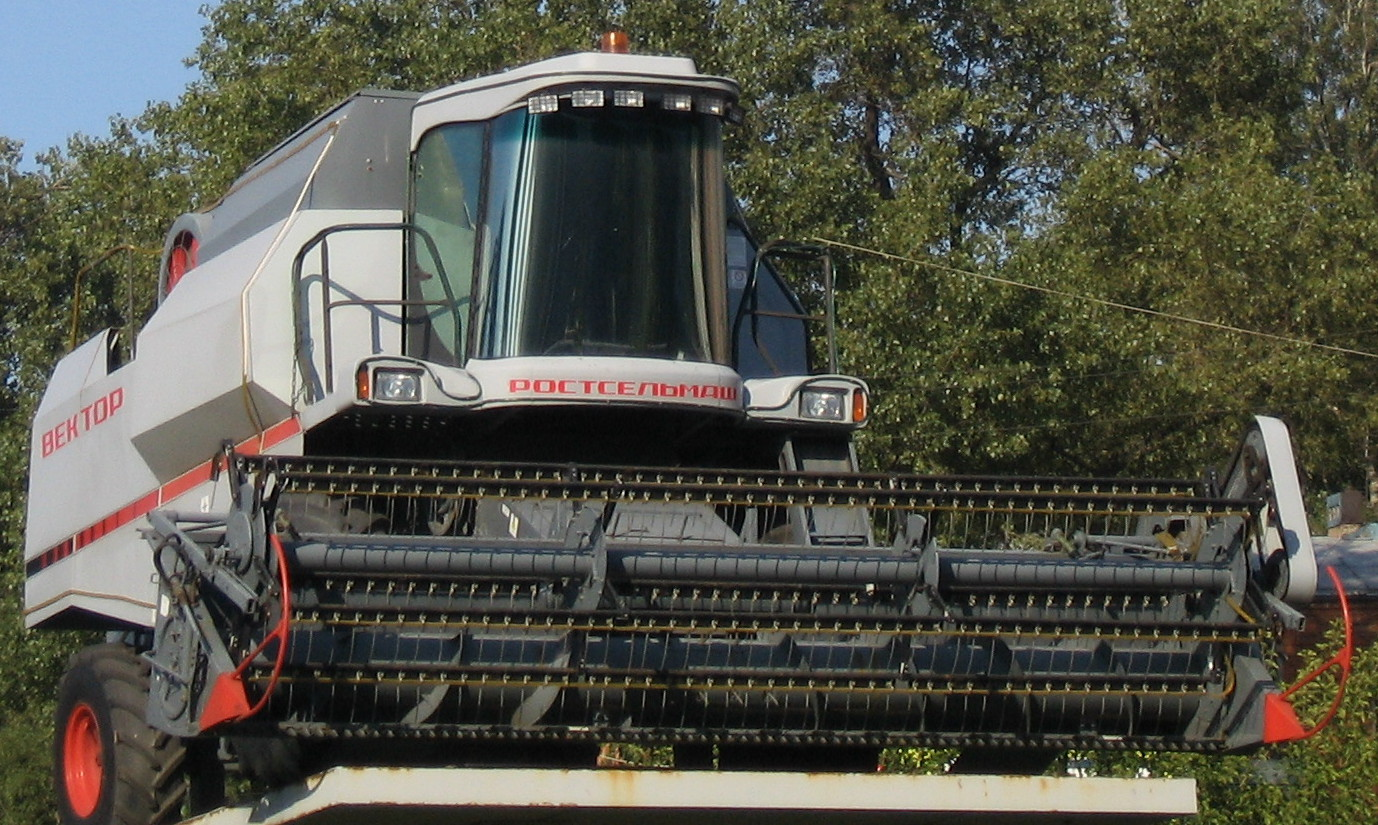
Kombajn zbożowy Rostsielmasz Vector

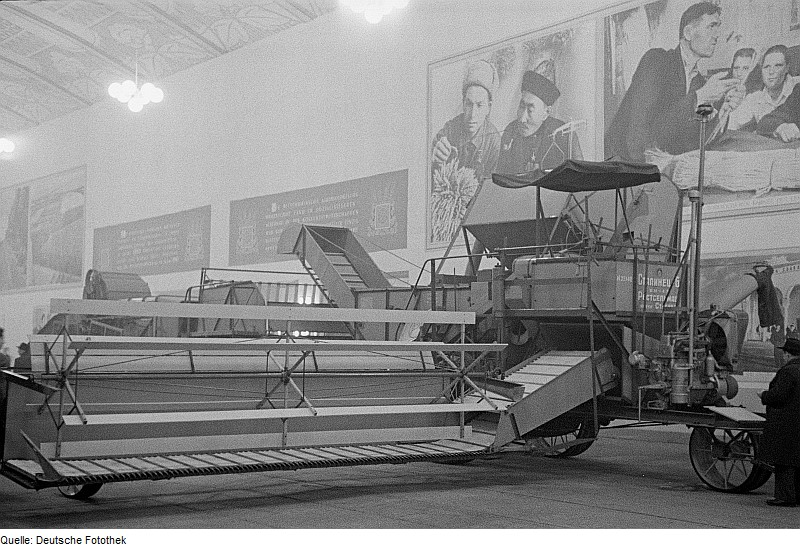
Kombajn zbożowy Staliniec-6

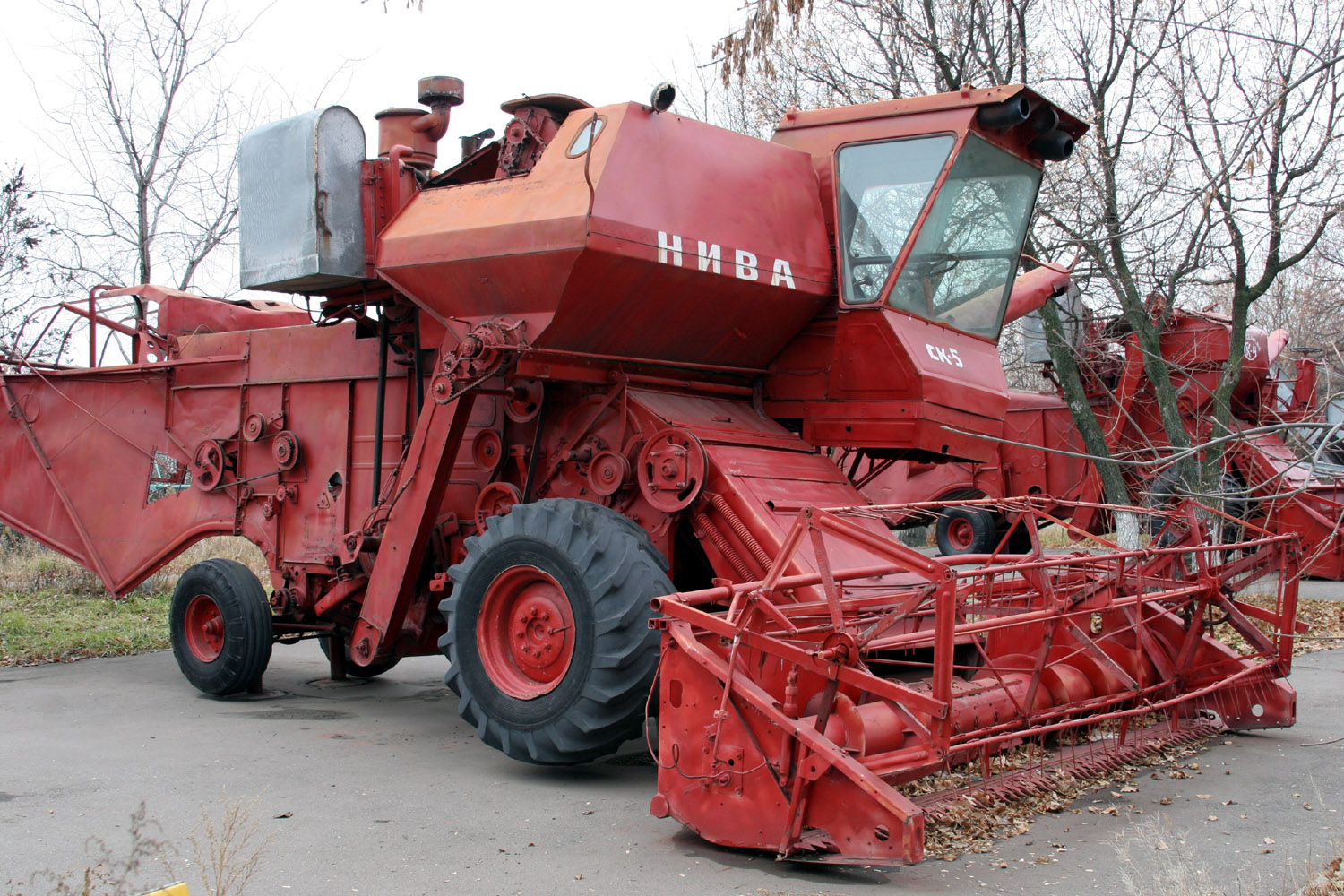
Kombajn zbożowy Niwa SK-5

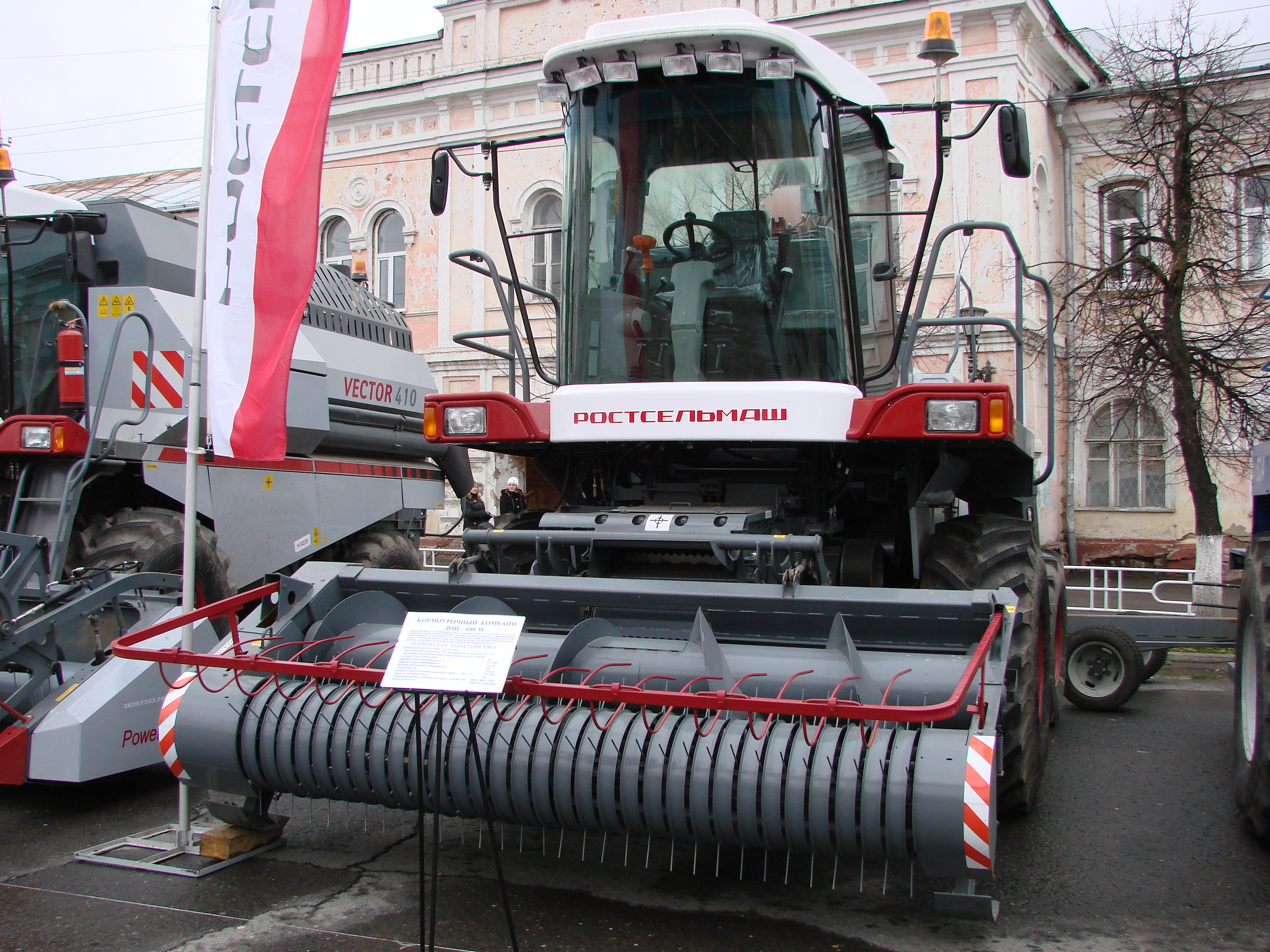
Sieczkarnia samojezdna Rostsielmasz Don-680M

Rostsielmasz (ros. Ростсельмаш; ang. Rostselmash, oficj. Общество с ограниченной ответственностью «Комбайновый завод „Ростсельмаш“») – rosyjski producent maszyn rolniczych z siedzibą główną w Rostowie nad Donem, posiadający dominującą pozycję na tamtejszym rynku. Należy też do grupy największych światowych producentów kombajnów zbożowych.
Przychód przedsiębiorstwa w 2005 roku wynosił 400 milionów dolarów. Był sponsorem klubu piłkarskiego FK Rostsielmasz (od 2003 FK Rostów). Obecnie jest holdingiem, w skład którego wchodzi 13 przedsiębiorstw produkujących sprzęt pod markami Rostsielmasz, Versatile i Farm King.
Nazwa przedsiębiorstwa pochodzi od słów Rostowskij zawod sielskochoziajstwiennych maszyn (Rostowska Fabryka Maszyn Rolniczych).

## Historia
Rostsielmasz został założony 21 lipca 1929 roku jako przedsiębiorstwo państwowe produkujące maszyny rolnicze dla kołchozów. W 1931 roku został wyprodukowany pierwszy kombajn zbożowy Staliniec. Staliniec-1 został uhonorowany najwyższą nagrodą (dyplom Grand Prix) podczas wystawy przemysłu w Paryżu w 1937 roku. Do roku 1940 zostało wyprodukowanych 15 tysięcy sztuk tego kombajnu.
Podczas operacji „Barbarossa” Rostsielmasz rozmontował fabrykę w Rostowie nad Donem i przeniósł się do Taszkentu, gdzie produkowano wyposażenie militarne. Produkcja w Rostowie została wznowiona w 1943 roku.
Po wojnie rozpoczęto produkcję kombajnu Staliniec-6. Od 1955 roku Rostsielmasz zaczął specjalizować się w produkcji maszyn żniwnych. W 1958 roku wprowadzono do produkcji samobieżny kombajn SK-3, a w 1962 roku SK-4. W 1969 roku Rostsielmasz wyprodukował milionowy kombajn zbożowy. Kombajny SK Niwa wprowadzono do produkcji w 1973 roku, z nastawieniem na eksport na rynek Europy Wschodniej.
Do 1984 roku Rostsielmasz wyprodukował 2 miliony kombajnów. Seria Don została wprowadzona do produkcji seryjnej w październiku 1986 roku.
W 1992 roku Rostsielmasz został przekształcony w spółkę akcyjną i sprywatyzowany w 2000 r., udziałowcem zostało Nowoje Sodrużestwo.
W 2004 roku z linii produkcyjnej zjechała seria nowoczesnych kombajnów zbożowych Vector. Kombajny te od 2005 roku były importowane do Polski przez firmę Pronar
W 2005 roku na wystawie SIMA (Paryż) Rostsielmasz został wyróżniony za innowacyjny produkt – unikalne urządzenie młócąco-separujące typu rotorowego.
Wiosną 2007 roku rozpoczęto produkcję kombajnu zbożowego ACROS 530.
W 2007 roku Rostsielmasz przejął kontrolę nad Buhler Industries z Winnipeg w Kanadzie. Buhler Industries jest właścicielem marki ciągników rolniczych Versatile założonej przez Petera Pakosha.
W 2009 roku rozpoczęto produkcję kombajnu rotorowego TORUM oraz nowoczesnej sieczkarni samobieżnej RSM 1401.
W 2010 roku generalnym importerem produktów firmy do Polski stała się firma Lupus z Ciechanowa.
W październiku 2014 roku zaprezentowano nowy kombajn zbożowy RSM 161 na międzynarodowej wystawie Agrosałon w Moskwie
W 2017 firma Rostsielmasz rozstała się z firmą Lupus ze względu na słabe wyniki sprzedażowe i rozpoczęła współpracę z firmą Korbanek z Tarnowa Podgórnego – nowym wyłącznym importerem maszyn marki Rostsielmasz na Polskę.

## Produkty

### Kombajny
Rostsielmasz produkuje 5 serii kombajnów zbożowych – Nova, Vector, Acros, RSM 161 i Torum.

### Traktory
Ciągniki rolnicze Versatile od 190 do 620 KM.

### Sieczkarnie samojezdne
RSM 1403 i DON 680M.